# Giovanni Battista Pergolesi
Giovanni Battista Pergolesi (Jesi, Itàlia, 4 de gener de 1710 - Pozzuoli, Itàlia, 16 de març de 1736) va ser un compositor, violinista i organista italià del període Barroc. És considerat un dels més grans músics italians de la primera meitat del segle XVIII i un dels representants més importants de l'escola napolitana.
Malgrat la seva curta vida i pocs anys d'activitat (va morir de tuberculosi als 26 anys), va aconseguir crear obres d'alt valor artístic i importància històrica, entre les quals recordem La serva padrona, de màxima importància per al desenvolupament i difusió de l'opera buffa a Europa, L'Olimpiade, considerada una de les obres mestres de l'opera seria de la primera meitat del segle XVIII, i l'Stabat Mater, entre les obres més importants de música sacra de tots els temps.

## Biografia

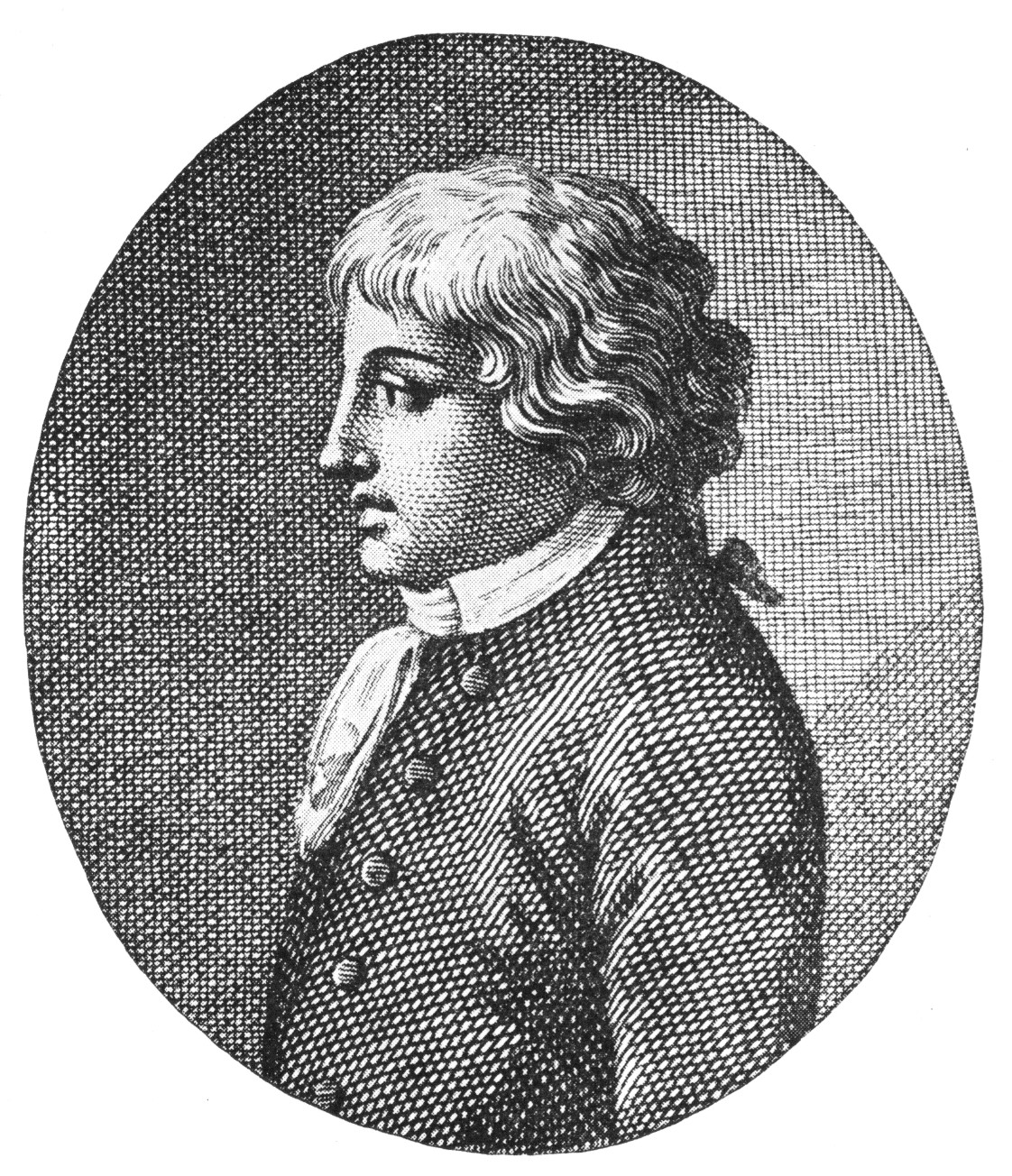
Pergolesi

Nascut a Jesi, a l'actual província d'Ancona (però que aleshores formava part dels Estats Pontificis), se li donava comunament el sobrenom de "Pergolesi", un gentilici que indicava en italià els habitants de Pèrgola, les Marques, lloc de naixement dels seus avantpassats. Va estudiar música a Jesi amb un músic local, Francesco Santi, abans d'anar a Nàpols el 1725, on va estudiar amb Gaetano Greco i Francesco Feo, entre d'altres. En sortir del conservatori l'any 1731, va guanyar certa fama interpretant l'oratori en dues parts La fenice sul rogo ("El fènix a la pira"), i el dramma sacro en tres actes, Li prodigi della divina grazia nella conversione e morte di san Guglielmo duca d'Aquitania ("Els miracles de la gràcia divina en la conversió i mort de Sant Guillem, duc d'Aquitània"). Va passar la major part de la seva breu vida treballant per a mecenes aristocràtics com Ferdinando Colonna, príncep de Stigliano, i Domenico Marzio Carafa, duc de Maddaloni.
Pergolesi va ser un dels primers compositors importants d'opera buffa (òpera còmica). La seva opera seria, Il prigionier superbo, contenia l'intermezzo buffo en dos actes, La serva padrona (La criada mestressa, 28 d'agost de 1733), que esdevingué una obra molt popular per si mateixa. Quan es va representar a París el 1752, va provocar l'anomenada Querelle des Bouffons ("baralla dels actors còmics") entre partidaris de l'òpera francesa seriosa de Jean-Baptiste Lully i Jean-Philippe Rameau i els partidaris de la nova òpera còmica italiana. Pergolesi va ser considerat un model de l'estil italià durant aquesta disputa, que va dividir la comunitat musical de París durant dos anys.
Les obres operístiques de Pergolesi també inclouen la seva primera òpera seria La Salustia (1732) amb l'intermezzo buffo, Nerina e Nibbio (la música del qual s'ha perdut), Lo frate 'nnamorato (El germà enamorat, 1732, amb un text parcialment en llengua napolitana), Adriano in Siria (1734) amb l'intermezzo buffo, Livietta e Tracollo, L'Olimpiade (gener de 1735) i Il Flaminio (1735, amb un text parcialment en llengua napolitana). Totes les seves òperes es van estrenar a Nàpols, a part de L'Olimpiade, que es va interpretar per primera vegada a Roma.
Pergolesi també va escriure música sacra, incloent-hi una missa en fa i tres versions de Salve Regina. L'himne de Quaresma "Déu de la misericòrdia i la compassió" del sacerdot redemptorista Edmund Vaughan s'ajusta més habitualment a una melodia adaptada per Pergolesi. És el seu Stabat Mater (1736), però, per a soprano, alto, orquestra de corda i baix continu, que és la seva obra sacra més coneguda. Va ser encarregat per la Confraternita dei Cavalieri di San Luigi di Palazzo, que presentava una meditació anual de Divendres Sant en honor a la Mare de Déu. L'obra de Pergolesi va substituir la composta per Alessandro Scarlatti l'any 1724, però que ja era percebuda com a "antiquada", de manera que els gustos del públic van canviar ràpidament. Tot i que clàssica en abast, la secció inicial de la composició demostra el domini de Pergolesi de l'estil barroc italià durezze e ligature, caracteritzat per nombroses suspensions sobre una línia de baix més ràpida i conjuntiva. L'obra va continuar sent popular, convertint-se en l'obra musical més sovint impresa del segle XVIII. i va ser arranjada per altres compositors, inclòs Johann Sebastian Bach, que la va reorquestrar i adaptar per a un text no marià a la seva cantata Tilge, Höchster, meine Sünden (Esborra, Altíssim, els meus pecats), BWV 1083.
Pergolesi va escriure una sèrie d'obres instrumentals profanes, incloent-hi una Sonata per a violí i un Concert per a violí. Des d'aleshores s'ha demostrat que un nombre considerable d'obres instrumentals i sagrades atribuïdes a Pergolesi estan mal atribuïdes. Moltes anècdotes acolorides relatades pel biògraf del segle XIX de Pergolesi, Francesco Florimo, es van revelar més tard com a engany.
Amb problemes de salut des de petit (tenia una marcada deformitat a la cama esquerra que el feia coixejar, probablement a conseqüència d'una poliomielitis prèvia o espina bífida.) Pergolesi va morir el 16 o 17 de març de 1736 als 26 anys a Pozzuoli, aparentment de tuberculosi, i va ser enterrat al monestir franciscà un dia després.
Pergolesi va ser el protagonista d'una pel·lícula biogràfica italiana de 1932 Pergolesi. Va ser dirigida per Guido Brignone amb Elio Steiner fent el paper del compositor.

## Obres
Pergolesi va ser un dels més importants compositors de la naixent opera buffa. La seua opera seria Il prigioner superbo inclou com a intermezzo còmic La serva padrona, (La serventa patrona) (1733) que es convertí en una peça molt popular.

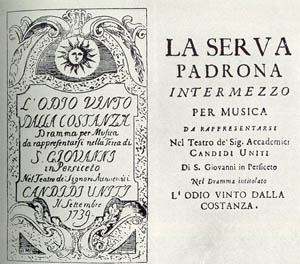
Edició de La Serva Padrona

Entre altres obres operístiques es troben La Salustia (1732), Lo frate 'nnamorato (1732), L'Olimpiade (1735), considerada la seua òpera seria més important, i Il Flaminio (1735). Totes elles estrenades a Nàpols, excepte L'Olimpiade que es va estrenar a Roma.
Pergolesi també va compondre música sacra, incloent-hi la Missa di San Emidio (1732), que posteriorment va ampliar i es va anomenar Missa Romana (1734). Però potser la seua obra religiosa més coneguda siga el seu Stabat Mater, per a soprano, contralt i orquestra. Aquesta obra va ser elegida per a reemplaçar l'Stabat Mater d'Alessandro Scarlatti per a les representacions de Divendres Sant a Nàpols.
L'obra ha romàs popular, convertint-se en la més editada i impresa del segle xviii, i ha estat arranjada o adaptada per un gran nombre d'altres compositors, incloent-hi a Johann Sebastian Bach, que la va usar com a base del seu Salm Tilge, Höchsterm meine Süden, BWV 1083. També va compondre moltes obres seculars, incloent-hi una sonata i un concert per a violí.
Un considerable nombre d'obres atribuïdes a Pergolesi han demostrat ser falses. Aparentment altres autors menys coneguts de l'Escola Napolitana, publicaven amb menció del seu nom, per motius merament especulatius, o "publicitaris". Per exemple, avui se sap que la majoria de les peces del ballet Pulcinella d'Ígor Stravinski, que ostensiblement van ser atribuïdes a Pergolesi, corresponen en realitat a altres compositors de l'època.